# Sarcophaga rosaliae
Sarcophaga rosaliae är en tvåvingeart som beskrevs av Guilherme A.M.Lopes 1983. Sarcophaga rosaliae ingår i släktet Sarcophaga och familjen köttflugor. Inga underarter finns listade i Catalogue of Life.